# Paddy Barnes
Paddy Barnes (ur. 9 kwietnia 1987 w Belfaście) – irlandzki bokser, dwukrotny brązowy medalista olimpijski, mistrz Europy.
Największym jego osiągnięciem jest brązowy medal igrzysk olimpijskich w Pekinie (2008) w kategorii do 48 kg (wygrał w ćwierćfinale z Łukaszem Maszczykiem). Dwa lata później, w Moskwie, podczas mistrzostw Europy wywalczył mistrzowski tytuł. W Londynie (2012) powtórzył sukces sprzed czterech lat zdobywając brązowy medal olimpijskich w kategorii do 48 kg.
W maju 2005 został brązowym medalistą mistrzostw Wspólnoty Narodów w Glasgow. W 2006 reprezentował Irlandię Północną na igrzyskach Wspólnoty Narodów w Melbourne. Rywalizację na turnieju rozpoczął od zwycięstwa nad Michaelem Rantsho, którego pokonał przed czasem w drugiej rundzie. W ćwierćfinale przegrał na punkty (34:37) z reprezentantem Suazi Simangą Shibą, odpadając z dalszej rywalizacji.